# Thomas Bidegain
Thomas Bidegain is een Frans scenarioschrijver , filmregisseur en filmproducent.

## Biografie
Thomas Bidegain is vooral bekend om zijn samenwerking met Jacques Audiard als scenarioschrijver voor de films Un prophète (2009) en De rouille et d'os (2012) waarvoor ze telkens een César behaalden. Bidegain debuteerde in 2015 als filmregisseur met Les Cowboys op het Filmfestival van Cannes 2015 in de sectie Quinzaine des réalisateurs.

## Filmografie (selectie)
- À boire (2004, scenario)
- Un prophète (2009, scenario)
- De rouille et d'os (2012, scenario)
- À perdre la raison (2012)
- Saint Laurent (2014, scenario)
- La Famille Bélier (2014, scenario)
- Les Cowboys (2015, regie)
- La Résistance de l'air (2015, scenario)
- Dheepan (2015, scenario)
- Le Fidèle (2017, scenario)
- Notre-Dame brûle (2022, scenario)

## Prijzen en nominaties
De belangrijkste:
| Jaar | Prijs | Categorie              | Genomineerde(n)    | Uitslag     |
| ---- | ----- | ---------------------- | ------------------ | ----------- |
| 2015 | César | Beste origineel script | La Famille Bélier  | Genomineerd |
| 2013 | César | Beste bewerkt script   | De rouille et d'os | Gewonnen    |
| 2010 | César | Beste origineel script | Un prophète        | Gewonnen    |